# Kung Co
Kung Co (kinesiska: Kong Cuo, 孔错) är en sjö i Kina. Den ligger i den autonoma regionen Tibet, i den sydvästra delen av landet, omkring 300 kilometer nordväst om regionhuvudstaden Lhasa. Trakten runt Kung Co består i huvudsak av gräsmarker.
Genomsnittlig årsnederbörd är 627 millimeter. Den regnigaste månaden är juli, med i genomsnitt 201 mm nederbörd, och den torraste är november, med 8 mm nederbörd.